# Тумба, Александра Иосифовна
Александра Иосифовна Тумба (род. 26 июня 1982, Тирасполь, Молдавская ССР, СССР) — юрист, государственный деятель Приднестровской Молдавской Республики. Министр юстиции Приднестровской Молдавской Республики с 30 марта 2018. Государственный советник юстиции 3-го класса.

## Биография
Родилась 26 июня 1982 в городе Тирасполь Молдавской ССР (ныне столица непризнанной Приднестровской Молдавской Республики).

### Образование
В 2004 окончила юридический факультет Приднестровского государственного университета имени Т. Г. Шевченко по специальности «юриспруденция».
В 2014 окончила экономический факультет Приднестровского государственного университета имени Т. Г. Шевченко по специальности «финансы и кредит».

### Трудовая деятельность
С 2002 начала трудовую деятельность в Министерстве юстиции Приднестровской Молдавской Республики в должности главного специалиста отдела актов законодательства Управления правовых актов и систематизации законодательства.
С 2006 по 2014 работала на различных должностях в органах Прокуратуры Приднестровской Молдавской Республики.
В сентябре 2014 назначена на должность первого заместителя Руководителя Аппарата Правительства — начальника Главного Управления правового обеспечения и контроля Правительства Приднестровской Молдавской Республики.
С 30 декабря 2015 по 30 марта 2018 занимала должность заместителя Руководителя Администрации Президента Приднестровской Молдавской Республики по правовым вопросам — начальника Главного государственно-правового управления Президента Приднестровской Молдавской Республики.
С 30 марта 2018 — министр юстиции Приднестровской Молдавской Республики.

## Семья
Замужем, воспитывает сына и дочь.

## Награды и звания
- Грамота Президента Приднестровской Молдавской Республики
- Медаль «За отличие в труде»
- Орден «Трудовая слава»
- Медаль «За безупречную службу» III степени
- Медаль «75 лет Победы в Великой Отечественной войне 1941—1945 гг.»
- Медаль «30 лет Приднестровской Молдавской Республике»
- Почётное звание «Заслуженный юрист Приднестровской Молдавской Республики»
- Нагрудный знак «Заслуженный работник Приднестровской Молдавской Республики»

- Лауреат конкурса «Человек года — 2015» в номинация «Закон и долг»

## Классный чин
Государственный советник юстиции 3-го класса.